# 花叶鹿蹄草
花叶鹿蹄草（学名：Pyrola alboreticulata），为鹿蹄草科鹿蹄草属下的一个植物种。